# Championnats d'Asie d'athlétisme 1985
Navigation
Les 6e Championnats d'Asie d'athlétisme se sont déroulés à Djakarta, en Indonésie en 1985.

## Résultats

### Hommes
| Event | Or                           | Or             | Argent                         | Argent         | Bronze                       | Bronze         |
| --- | ---------------------------- | -------------- | ------------------------------ | -------------- | ---------------------------- | -------------- |
| 100 m | Zheng Chen Chine             | 10 s 28        | Mohamed Purnomo Indonésie      | 10 s 33 (PB)   | Chang Jae-Keun Corée du Sud  | 10 s 35        |
| 200 m | Chang Jae-keun Corée du Sud  | 20 s 57        | Mohamed Purnomo Indonésie      | 21 s 19        | Li Feng Chine                | 21 s 20        |
| 400 m | Isidro del Prado Philippines | 45 s 61        | Mohammed Al-Malki Oman         | 46 s 45        | Aouf Abdulrahman Yousef Iraq | 46 s 67        |
| 800 m | Batumalai Rajakumar Malaisie | 1 min 47 s 37  | Charles Borromeo Inde          | 1 min 47 s 99  | Ryu Tae-Kyung Corée du Sud   | 1 min 48 s 18  |
| 1500 m | Bagicha Singh Inde           | 3 min 56 s 85  | Suresh Yadav Inde              | 3 min 56 s 90  | Hussein Darwish Iraq         | 3 min 57 s 07  |
| 5000 m | Kozu Akutsu Japon            | 14 min 22 s 11 | Haruo Urata Japon              | 14 min 22 s 42 | Lee Sang-Geun Corée du Sud   | 14 min 23 s 02 |
| 10 000 m | Zhang Guowei Chine           | 29 min 58 s 73 | Lee Sang-Geun Corée du Sud     | 30 min 10 s 05 | Vinod Kumar Pokhriyal Inde   | 32 min 09 s 62 |
| Marathon | Ling Jong-Hyen Corée du Nord | 2 h 20 min 29  | Tomio Sueyoshi Japon           | 2 h 24 min 26  | Choe Il-Sop Corée du Nord    | 2 h 24 min 52  |
| 3000 m steeple | Shigeyuki Aikyo Japon        | 8 min 46 s 96  | Hwang Wen-Cheng Taïpei chinois | 8 min 47 s 53  | Shanmugin Pitchaiah Inde     | 8 min 48 s 14  |
| 110 m haies | Yu Zhicheng Chine            | 13 s 94        | Masahiko Sugi Japon            | 14 s 20        | Li Jieqiang Chine            | 14 s 23        |
| 400 m haies | Ahmed Hamada Bahreïn         | 49 s 88        | Jasem Al-Douwaila Koweït       | 50 s 81        | Hiroshi Kakimori Japon       | 50 s 85        |
| 20 km marche | Liu Jianli Chine             | 1 h 26 min 52  | Chand Ram Inde                 | 1 h 27 min 20  | Wang Zhicheng Chine          | 1 h 31 min 12  |
| 4 × 100 m | Chine                        | 39 s 34        | Qatar                          | 39 s 81        | Corée du Sud                 | 39 s 85        |
| 4 × 400 m | Iraq                         | 3 min 07 s 68  | Japon                          | 3 min 07 s 92  | Philippines                  | 3 min 09 s 95  |
| Saut en hauteur | Shuji Ujino Japon            | 2,24 m         | Takao Sakamoto Japon           | 2,22 m         | Liu Yunpeng Chine            | 2,22 m         |
| Saut à la perche | Ji Zebiao Chine              | 5,30 m         | Toshiyuki Hashioka Japon       | 5,20 m         | Liang Xueren Chine           | 5,10 m         |
| Saut en longueur | Liu Yuhuang Chine            | 8,00 m         | Pang Yan Chine                 | 7,95 m         | Junichi Usui Japon           | 7,72 m         |
| Triple saut | Tian Hongxin Chine           | 16,38 m        | Park Young-Jun Corée du Sud    | 16,35 m        | Yasushi Ueta Japon           | 15,96 m        |
| Lancer du poids | Balwinder Singh Inde         | 17,88 m        | Gong Yitian Chine              | 17,80 m        | Bahadur Singh Chouhan Inde   | 17,21 m        |
| Lancer du disque | Li Weinan Chine              | 55,30 m        | Wang Daoming Chine             | 54,62 m        | Kuldip Singh Inde            | 52,36 m        |
| Lancer du marteau | Raghubir Singh Bal Inde      | 64,34 m        | Xie Yingqi Chine               | 63,44 m        | Walid Saleh Al-Bekhit Koweït | 60,62 m        |
| Lancer du javelot | Pubu Ciren Chine             | 76,56 m        | Kim Sun-Yun Corée du Sud       | 76,22 m        | Kazuhiro Mizoguchi Japon     | 74,90 m        |
| Décathlon | Guu Jin-Shoei Taïpei chinois | 7538 pts       | Lee Fu-An Taïpei chinois       | 7469 pts       | Wang Kangqiang Chine         | 7357 pts       |
| Records et Performances - AR : Record continental (area record) - CR : Record des championnats (championship record) - MR : Record du meeting (meet record) - NR : Record national (national record) - OR : Record olympique (olympic record) - PR : Record paralympique (paralympic record) - PB : Record personnel (personal best) - SB : Meilleure performance personnelle de la saison (season's best) - WL : Meilleure performance mondiale de l'année (world leader) - WJR : Record du monde junior (world junior record) - WR : Record du monde (world record) Circonstances et Conditions - DNF : N'a pas terminé (did not finish) - DNS : N'a pas pris le départ (did not start) - DQ : Disqualification (disqualification) - NM : Aucun essai valable enregistré (No Mark) - Q : Qualifié « directement » au prochain tour (ou à la prochaine compétition), lors d'une compétition majeure, grâce au classement ou à la réalisation des minima (automatic qualifier) - q : Qualifié au prochain tour (ou à la prochaine compétition), lors d'une compétition majeure, grâce au repêchage ou à la réalisation de l'une des meilleures performances parmi celles des « non qualifiés directement » (grâce au meilleur temps ou à la meilleure distance par exemple) (secondary qualifier) |                              |                |                                |                |                              |                |

### Femmes
| Event | Or                           | Or             | Argent                           | Argent           | Bronze                           | Bronze           |
| --- | ---------------------------- | -------------- | -------------------------------- | ---------------- | -------------------------------- | ---------------- |
| 100 m | P.T. Usha Inde               | 11 s 64        | Ratjai Sripet Thaïlande          | 11 s 95          | Lydia de Vega Philippines        | 11 s 96          |
| 200 m | P.T. Usha Inde               | w 23 s 05      | Reawadee Srithoa Thaïlande       | w 23 s 70        | Vandana Rao Inde                 | w 23 s 79        |
| 400 m | P.T. Usha Inde               | 52 s 62        | Shiny Abraham Inde               | 53 s 32          | Emma Tahapary Indonésie          | 55 s 08          |
| 800 m | Shiny Abraham Inde           | 2 min 03 s 16  | Sasithorn Chantanuhong Thaïlande | 2 min 03 s 46 NR | Yang Liuxia Chine                | 2 min 05 s 07    |
| 1500 m | Yang Liuxia Chine            | 4 min 19 s 11  | Choi Ok-Soon Corée du Nord       | 4 min 21 s 62    | Choi Jong-Hui Corée du Nord      | 4 min 26 s 35    |
| 3000 m | Kim Lyong-Soon Corée du Nord | 9 min 27 s 75  | Li Xiuxia Chine                  | 9 min 29 s 88    | Suman Rawat Inde                 | 9 min 36 s 97    |
| 10 000 m | Paek Do-Jong Corée du Nord   | 35 min 17 s 35 | Wang Huabi Chine                 | 35 min 35 s 77   | Kim Myong-Hui Corée du Nord      | 35:49 s 33       |
| Marathon | Asha Aggarwal Inde           | 2 h 48 min 53  | Yuko Gordon Hong Kong            | 2 h 54 min 16    | Ki Sun-Bok Corée du Nord         | 2 h 57 min 28    |
| 100 m haies | Liu Huajin Chine             | 13 s 22        | Chen Kemei Chine                 | 13 s 48          | Chen Wen-Ying Taïpei chinois     | 13 s 59          |
| 400 m haies | P.T. Usha Inde               | 56 s 64        | Manathoor D. Valsamma Inde       | 57 s 81          | Agrifina de la Cruz Philippines  | 59 s 59          |
| 10 km marche | Rian Bingyie Chine           | 50 min 38 s 81 | Xiong Yan Chine                  | 51 min 04 s 66   | Iece Magdalena Siregar Indonésie | 53 min 55 s 46   |
| 4 × 100 m | Thaïlande                    | 45 s 07        | Chine                            | 45 s 20          | Inde                             | 45 s 22          |
| 4 × 400 m | Inde                         | 3 min 34 s 10  | Japon                            | 3 min 39 s 51    | Taïpei chinois                   | 3 min 39 s 88 NR |
| Saut en hauteur | Yang Wenqin Chine            | 1,90 m         | Ni Xiuling Chine                 | 1,90 m           | Wu Wei-Chun Taïpei chinois       | 1,81 m           |
| Saut en longueur | Huang Donghuo Chine          | 6,60 m         | Liao Wenfen Chine                | 6,57 m           | Kim Mi-Sook Corée du Sud         | 6,25 m           |
| Lancer du poids | Cong Yuzhen Chine            | 18,36 m        | Li Meisu Chine                   | 17,64 m          | Han Yun-Sook Corée du Sud        | 14,12 m          |
| Lancer du disque | Li Xiaohui Chine             | 58,38 m        | Yu Hourun Chine                  | 51,44 m          | Ikuko Kitamori Japon             | 50,48 m          |
| Lancer du javelot | Zhu Hongyang Chine           | 56,84 m        | Wang Jin Chine                   | 53,44 m          | Emi Matsui Japon                 | 53,28 m          |
| Heptathlon | Ye Lianying Chine            | 5319 pts       | Dong Yuping Chine                | 5198 pts         | Tung Fung-Gao Taïpei chinois     | 5117 pts         |
| Records et Performances - AR : Record continental (area record) - CR : Record des championnats (championship record) - MR : Record du meeting (meet record) - NR : Record national (national record) - OR : Record olympique (olympic record) - PR : Record paralympique (paralympic record) - PB : Record personnel (personal best) - SB : Meilleure performance personnelle de la saison (season's best) - WL : Meilleure performance mondiale de l'année (world leader) - WJR : Record du monde junior (world junior record) - WR : Record du monde (world record) Circonstances et Conditions - DNF : N'a pas terminé (did not finish) - DNS : N'a pas pris le départ (did not start) - DQ : Disqualification (disqualification) - NM : Aucun essai valable enregistré (No Mark) - Q : Qualifié « directement » au prochain tour (ou à la prochaine compétition), lors d'une compétition majeure, grâce au classement ou à la réalisation des minima (automatic qualifier) - q : Qualifié au prochain tour (ou à la prochaine compétition), lors d'une compétition majeure, grâce au repêchage ou à la réalisation de l'une des meilleures performances parmi celles des « non qualifiés directement » (grâce au meilleur temps ou à la meilleure distance par exemple) (secondary qualifier) |                              |                |                                  |                  |                                  |                  |

## Tableau des médailles
| Rang | Nation         | Or | Argent | Bronze | Total |
| ---- | -------------- | -- | ------ | ------ | ----- |
| 1    | Chine          | 19 | 15     | 7      | 41    |
| 2    | Inde           | 10 | 5      | 7      | 22    |
| 3    | Japon          | 3  | 7      | 6      | 16    |
| 4    | Corée du Nord  | 3  | 1      | 4      | 8     |
| 5    | Corée du Sud   | 1  | 3      | 6      | 10    |
| 6    | Thaïlande      | 1  | 3      | 0      | 4     |
| 7    | Taïpei chinois | 1  | 2      | 4      | 7     |
| 8    | Philippines    | 1  | 0      | 3      | 4     |
| 9    | Iraq           | 1  | 0      | 2      | 3     |
| 10   | Malaisie       | 1  | 0      | 0      | 1     |
| 10   | Bahreïn        | 1  | 0      | 0      | 1     |
| 12   | Indonésie      | 0  | 2      | 2      | 4     |
| 13   | Koweït         | 0  | 1      | 1      | 2     |
| 14   | Qatar          | 0  | 1      | 0      | 1     |
| 14   | Hong Kong      | 0  | 1      | 0      | 1     |
| 14   | Oman           | 0  | 1      | 0      | 1     |